# 田園に死す
『田園に死す』（でんえんにしす）は1965年刊行の寺山修司の歌集、及び寺山修司監督・脚本による1974年公開の日本映画。1989年「大アンケートによる日本映画ベスト150」（文藝春秋発表）では第112位にランキングされている。また、1984年には寺山の歌集を基に三善晃が混声合唱曲として発表している。
第三歌集。第二歌集『血と麦』(1962年)でうたった土俗的なテーマをさらに深めた。きわめて自伝性が強く、作者の生い立ち、故郷、肉親への怨恨に満ちた100首を所収。
「恐山」「母殺し」「家出」など寺山特有のテーマが多く取り上げられており、自伝的要素が見られるが、劇中劇が用いられるなど虚構の性格が強い作品である。先行して刊行された同名の歌集からの短歌が、映画の中でも朗読される。 菅貫太郎唯一の映画主演作である。ラストシーンは『幕末太陽傳』（の実現しなかった結末案）から影響を受けたといわれる。
なお歌集が出る前の1962年に、寺山は同名テレビドラマの脚本を担当している。八千草薫の演ずる人妻と東京へ逃げようとする話である。

## 歌集
『空には本』『血と麦』に続く寺山の第三歌集であり、タイトルは塚本邦雄が決定した。短歌の他、長歌や散文詩も収録されている。『現代の青春論』など青少年向けエッセイを発表し、青少年のカリスマとなりつつあった時期に発表され、寺山の最も代表的な歌集となった。『寺山修司青春歌集』（角川文庫）、『寺山修司コレクション　全歌集全句集』（思潮社）、『寺山修司全歌集』（沖積舎）、『寺山修司全歌集』（講談社学術文庫）などに全篇収められている。

## ストーリー
父親のいない中学生の私は、恐山の麓の村で母と二人で暮らしている。唯一の楽しみといえば、イタコに父親の霊を呼び出させて会話をすることだった。私の家の隣には他所から嫁入りした若い人妻が住んでおり、それが意中の人である。ある日、村にやって来たサーカスへ遊びに行った私は、団員から外の世界の事を聞かされ、憧れを抱くようになった。今の生活に嫌気がさした私は家出をすることを決心し、同じように生活が嫌になった隣の人妻と共に村を離れる約束をした。駅で待ち合わせをして線路を歩く二人。
ここまでは、映画監督となった現在の私が制作した自伝映画の一部である。試写会に来ていた人々は映画の出来を褒め、私を称えた。その後、評論家と一緒にスナックへと入った私は、「もし、君がタイムマシーンに乗って数百年をさかのぼり、君の三代前のおばあさんを殺したとしたら、現在の君はいなくなると思うか」（親殺しのパラドックス）と尋ねられた。質問の意味を深く考えていた私は、少年時代の自分自身に出会う。少年の私は、映画で描かれた少年時代は脚色されており、真実ではないと言い放つ。そして、本当の少年時代がどの様なものであったかが語られる。
村に住む人々はみな狂気じみており、サーカス団も実は変質者の集まりだった。人妻からは家出の計画を本気にしていなかったことを告げられ、目の前で愛人の男と心中されてしまう。そんな中、少年は現在の私と出くわした。現在の私は、過去の私が母親を殺せば自分がどうなるのかを知るためにやって来た。二人で話をするうちに、少年は母親を捨てて上京することを決意する。しかし、出発の準備を整える中、東京からの出戻り女によって童貞を奪われてしまう。たまらなくなった少年は電車に乗り、故郷を離れていった。結局母殺しは起きなかった。私は少年を待ち続けるが、何も変わりはしなかった。
現在の私は20年前の母親と向き合い、黙って食事をしている。やがて家の壁が崩壊すると、そこは新宿駅前の一角だった。周囲を沢山の人間が行きかう中、私と母は黙って食べ続ける。

## キャスト
- 人妻化鳥：八千草薫
- 空気女：春川ますみ
- 草衣：新高恵子
- 私：菅貫太郎
- 少年時代の私：高野浩幸
- 股引き：斎藤正治
- 牛：三上寛
- イタコ幻婆：原泉
- せむしの少女：蘭妖子
- 兵隊馬鹿：サルバドール・タリ
- 私の母：高山千草
- 一寸法師：ミスター・ポーン
- 大男：大前均
- 批評家：木村功
- 嵐：原田芳雄
- 詩人：粟津潔

台詞のないエキストラで伊奈かっぺい（当時青森放送勤務）が出演している（理容師役で、寺山の頼みで大道具製作の手伝いもした）。

## 合唱曲
1956年、フランスに留学中の三善晃は、「胎児との会話・その胎児の自殺」という筋書きのモノオペラの作曲を構想するが、結局書き上げることはできなかった。帰国後、台本の製作や詩の依頼のために三善は寺山に相談するが、寺山は三善のために作品を制作することはなく、代わりに『血と麦』『田園に死す』の2冊を三善に贈る。「多分寺山さんは、この中からリブレのヒントを見出すよう、私に告げているのだろう。寺山さんが前年から何も仰言らないままこの歌集をくださった心を私はそのように受け取った。」と三善は述べる。
1984年、東京混声合唱団の委嘱により、寺山の歌集から5つの短歌を選んでテキストとし、2台のピアノを伴う単一楽章の混声合唱曲として作曲、同団の第100回定期演奏会で初演された。指揮＝田中信昭、ピアノ＝田中瑤子・浅井道子。「『田園に死す』を書くということは、歌を選ぶというか、歌のつながりを自分なりに編んでみることが最大の仕事でした」と三善は述べる。また前年に寺山が没していたことから、「この作品は、私の中では、寺山さんに捧げられている」と、レクイエムの意味合いも含んでいる。2台ピアノを用いる三善作品は、同年に田中瑤子のリサイタルのために書いた『響象』、この前年の合唱曲『唱歌の四季』があり、その後の三善の名曲「交聲詩 海」へと連なる。田中瑤子は『田園に死す』を「私は、その作品の道すじの先にあるというように思えます。」と述べる。楽譜は全音楽譜出版社から出版されている。

## 関連人物
- 田中忠三郎 - 寺山たっての希望で衣装や民具を貸し出し、長期間のロケに帯同。さらに本作品の舞台となった古民家を所有。
- 花輪和一 - 映画ポスターのイラストを担当。